# Sternenberg
Sternenberg é uma comuna da Suíça, no Cantão Zurique, com cerca de 366 habitantes. Estende-se por uma área de 8,75 km², de densidade populacional de 42 hab/km². Confina com as seguintes comunas: Bauma, Fischingen (TG), Fischenthal, Mosnang (SG), Wila.
A língua oficial nesta comuna é o Alemão.